# Лиъм Косгрейв
Лиъм Косгрейв (на английски: Liam Cosgrave; на ирландски: Éanna Ó Cionaoith) е ирландски политик от партията Фине Гейл, бивш министър-председател на Република Ирландия от 14 март 1973 г. до 5 юли 1977 г.

## Биография

### Образование
Лиъм Косгрейв е роден на 13 април 1920 г. в град Дъблин, Република Ирландия. Косгрейв завършва колежа Тритини и Кралския колеж в Дъблин.

#### Политическа кариера
През 1943 г. е избран за депутат на парламентарните избори. При всички следващи парламентарни избори е преизбиран. От 2 юни 1954 до 20 март 1957 г. министър на външните работи. От 1965 г. когато става лидер на Фине Гейл до 1973 г. е лидер на опозицията в ирландския парламент. От 1973 до 1977 г. е министър-председател на Република Ирландия.

#### Интересни факти
До смъртта си на 4 октомври 2017 г. за период от 40 години и 3 месеца, той е бивш премииер. Умира на 97 години и 174 дни, с което е най-дълголетният ирландски премиер.